# Tomáš Bobček
Tomáš Bobček (ur. 8 września 2001 w Rużomberku) – słowacki piłkarz grający na pozycji napastnika w klubie Lechia Gdańsk.

## Kariera juniorska
Bobček grał jako junior w ŠK Lúčky - kúpele (2009–2012) i MFK Ružomberok (2012–2019).

## Kariera seniorska

### MFK Ružomberok II
Bobček zadebiutował w rezerwach MFK Ružomberok 20 lipca 2019 w meczu z Tatran Liptowski Mikułasz (wyg. 0:2). Pierwszą bramkę zdobył 28 lipca 2019 w wygranym 4:1 spotkaniu przeciwko KFC Komárno. Łącznie dla tych rezerw rozegrał on 9 meczów i strzelił 2 gole.

### MFK Ružomberok
Bobček zaliczył debiut dla pierwszej drużyny MFK Ružomberok 2 marca 2019 w zremisowanym 0:0 spotkaniu przeciwko MFK Zemplín Michalovce. Pierwsze dwa gole strzelił 25 września 2019 w meczu Pucharu Słowacji z TJ Mladosť Kalša (wyg. 2:6). Ostatecznie w barwach tego zespołu wystąpił 89 razy i zdobył 17 bramek.

### Lechia Gdańsk
Bobček przeszedł do Lechii Gdańsk 4 września 2023. Zadebiutował u nich 16 września 2023 w meczu z Odrą Opole (0:0). Sześć dni później w wygranym 5:1 spotkaniu przeciwko GKS Katowice ustrzelił dublet.

## Kariera reprezentacyjna

### Młodzieżowe reprezentacje Słowacji
Bobček w 2017 rozegrał jeden mecz w reprezentacji Słowacji U-16 i 5 w U-17, nie zdobył dla nich żadnej bramki. W 2019 wystąpił pięciokrotnie w kadrze U-18 (bez goli) i osiem razy w U-19 (jeden gol). W 2022 wystąpił w trzech spotkaniach w reprezentacji U-21, nie strzelił w nich żadnego gola.

## Statystyki

### Klubowe
(aktualne na dzień 11 marca 2025)
| Klub               | Sezon              | Liga               | Liga  | Liga   | Puchar kraju | Puchar kraju | Europa | Europa | Suma  | Suma   |
| Klub               | Sezon              | Liga               | Mecze | Bramki | Mecze        | Bramki       | Mecze  | Bramki | Mecze | Bramki |
| ------------------ | ------------------ | ------------------ | ----- | ------ | ------------ | ------------ | ------ | ------ | ----- | ------ |
| MFK Ružomberok II  | 2019/20            | II liga słowacka   | 9     | 2      | 0            | 0            | –      | –      | 9     | 2      |
| MFK Ružomberok II  | Ogólnie            | Ogólnie            | 9     | 2      | 0            | 0            | 0      | 0      | 9     | 2      |
| MFK Ružomberok     | 2018/19            | I liga słowacka    | 4     | 0      | 0            | 0            | –      | –      | 4     | 0      |
| MFK Ružomberok     | 2019/20            | I liga słowacka    | 18    | 1      | 3            | 2            | –      | –      | 21    | 3      |
| MFK Ružomberok     | 2020/21            | I liga słowacka    | 5     | 0      | 0            | 0            | 1      | 0      | 6     | 0      |
| MFK Ružomberok     | 2021/22            | I liga słowacka    | 24    | 5      | 2            | 1            | –      | –      | 26    | 6      |
| MFK Ružomberok     | 2022/23            | I liga słowacka    | 23    | 5      | 3            | 1            | 4      | 0      | 30    | 6      |
| MFK Ružomberok     | 2023/24            | I liga słowacka    | 1     | 1      | 1            | 1            | –      | –      | 2     | 2      |
| MFK Ružomberok     | Ogólnie            | Ogólnie            | 75    | 12     | 9            | 5            | 5      | 0      | 89    | 17     |
| Lechia Gdańsk      | 2023/24            | I liga             | 24    | 9      | 1            | 0            | –      | –      | 25    | 9      |
| Lechia Gdańsk      | 2024/25            | Ekstraklasa        | 10    | 4      | 0            | 0            | –      | –      | 10    | 4      |
| Lechia Gdańsk      | Ogólnie            | Ogólnie            | 34    | 13     | 1            | 0            | 0      | 0      | 35    | 13     |
| Ogólnie w karierze | Ogólnie w karierze | Ogólnie w karierze | 118   | 27     | 10           | 5            | 5      | 0      | 133   | 32     |

### Reprezentacyjne
(aktualne na dzień 11 marca 2025)
| Reprezentacja      | Rok                | Mecze | Bramki |
| ------------------ | ------------------ | ----- | ------ |
| Słowacja U-16      | 2017               | 1     | 0      |
| Ogólnie            | Ogólnie            | 1     | 0      |
| Słowacja U-17      | 2017               | 5     | 0      |
| Ogólnie            | Ogólnie            | 5     | 0      |
| Słowacja U-18      | 2019               | 5     | 0      |
| Ogólnie            | Ogólnie            | 5     | 0      |
| Słowacja U-19      | 2019               | 8     | 1      |
| Ogólnie            | Ogólnie            | 8     | 1      |
| Słowacja U-21      | 2022               | 3     | 0      |
| Ogólnie            | Ogólnie            | 3     | 0      |
| Ogólnie w karierze | Ogólnie w karierze | 22    | 1      |

## Sukcesy

### Lechia Gdańsk
- I liga (1×): 2023/2024